# Peltoschema
Genre
Peltoschema est un genre de coléoptères de la famille des Chrysomelidae. Ce genre contient environ 94 espèces qui sont relativement petites et se nourrissent de divers acacias. Certaines imitent les coccinelles et d'autres sont des ravageurs qui peuvent provoquer une grave défoliation de leurs plantes hôtes. Ainsi, Peltoschema orphana peut défolier et tuer des populations entières d'acacias noirs (Acacia mearnsii) ou de mimosas d'hiver (Acacia dealbata). Quant à Peltoschema suturalis, originaire d'Australie, c'est aussi un ravageur des acacias.

## Systématique
Le genre Peltoschema a été créé en 1880 par l'entomologiste autrichien Edmund Reitter (1845-1920).

## Liste d'espèces
Selon BioLib (10 août 2022) :
- Peltoschema amabile (Chapuis, 1877)
- Peltoschema anxium (Chapuis, 1877)
- Peltoschema apicatum (Clark, 1865)
- Peltoschema arethusa (Blackburn, 1898)
- Peltoschema basicolle (Chapuis, 1877)
- Peltoschema brevifrons (Weise, 1917)
- Peltoschema bunyamontis Daccordi, 2003
- Peltoschema calomeloides (Lea, 1924)
- Peltoschema caloptera (Lea, 1924)
- Peltoschema carbonatum (Boisduval, 1835)
- Peltoschema cardinalis (Lea, 1924)
- Peltoschema clio (Blackburn, 1898)
- Peltoschema cooki Daccordi, 2003
- Peltoschema daphne (Blackburn, 1898)
- Peltoschema delicatulum (Chapuis, 1877)
- Peltoschema depressum (Chapuis, 1877)
- Peltoschema didymum (Lea, 1924)
- Peltoschema dimidiatum (Chapuis, 1877)
- Peltoschema discoidalis (Chapuis, 1877)
- Peltoschema dryope (Blackburn, 1899)
- Peltoschema erythrocephala (Lea, 1924)
- Peltoschema excisipennis (Blackburn, 1901)
- Peltoschema eyrensis (Blackburn, 1897)
- Peltoschema festivum (Chapuis, 1877)
- Peltoschema filicorne Reitter, 1880
- Peltoschema flavoinclusum (Lea, 1924)
- Peltoschema fuscitarsis (Chapuis, 1877)
- Peltoschema haematostictum (Lea, 1924)
- Peltoschema hamadryas (Stål, 1860)
- Peltoschema hera (Stål, 1860)
- Peltoschema immaculicollis (Lea, 1924)
- Peltoschema infirmum (Weise, 1923)
- Peltoschema irene (Blackburn, 1898)
- Peltoschema isolatum (Lea, 1924)
- Peltoschema jucundum (Chapuis, 1877)
- Peltoschema lepidum (Erichson, 1842)
- Peltoschema lividum (Chapuis, 1877)
- Peltoschema longulum (Weise, 1901)
- Peltoschema lucidulum (Chapuis, 1877)
- Peltoschema lucina (Blackburn, 1899)
- Peltoschema macrostictum (Lea, 1924)
- Peltoschema maculiventre (Lea, 1924)
- Peltoschema mansuetum (Weise, 1901)
- Peltoschema medea (Blackburn, 1898)
- Peltoschema medioflavum (Lea, 1924)
- Peltoschema mediorufum (Lea, 1924)
- Peltoschema mediovittatum (Clark, 1865)
- Peltoschema mite (Chapuis, 1877)
- Peltoschema mitis (Chapuis, 1877)
- Peltoschema mjoebergi (Weise, 1923)
- Peltoschema modestum (Chapuis, 1877)
- Peltoschema navicula (Chapuis, 1877)
- Peltoschema nigritulum (Clark, 1865)
- Peltoschema nigroconspersum (Clark, 1865)
- Peltoschema nigropicta (Clark, 1865)
- Peltoschema nigropictum (Clark, 1865)
- Peltoschema niobe (Blackburn, 1898)
- Peltoschema notatum (Olivier, 1807)
- Peltoschema obtusatum (Weise, 1901)
- Peltoschema oceanicum (Boisduval, 1835)
- Peltoschema oenone (Blackburn, 1898)
- Peltoschema orphana (Erichson, 1842)
- Peltoschema pallidulum (Chapuis, 1877)
- Peltoschema pandora (Blackburn, 1899)
- Peltoschema partitum (Chapuis, 1877)
- Peltoschema perplexum (Chapuis, 1877)
- Peltoschema platycephalus (Lea, 1924)
- Peltoschema posticale (Blackburn, 1896)
- Peltoschema prosternale (Lea, 1924)
- Peltoschema pulchellum (Chapuis, 1877)
- Peltoschema quadrizonatum (Blackburn, 1897)
- Peltoschema rostrale (Blackburn, 1899)
- Peltoschema rubiginosum (Chapuis, 1877)
- Peltoschema scaphula (Chapuis, 1877)
- Peltoschema scutellatum (Chapuis, 1877)
- Peltoschema scutiferum (Chapuis, 1877)
- Peltoschema spectabile (Chapuis, 1877)
- Peltoschema stillatipenne (Chapuis, 1877)
- Peltoschema subaenescens (Chapuis, 1877)
- Peltoschema subapicale (Chapuis, 1877)
- Peltoschema substriatum (Chapuis, 1877)
- Peltoschema suturale (Germar, 1848)
- Peltoschema suturella (Chapuis, 1877)
- Peltoschema tarsalis (Blackburn, 1897)
- Peltoschema tetraspilotum (Chapuis, 1877)
- Peltoschema tricosum (Weise, 1917)
- Peltoschema trilineatum (Boisduval, 1835)
- Peltoschema turbatum (Chapuis, 1877)
- Peltoschema venustulum (Chapuis, 1877)
- Peltoschema venustum (Erichson, 1842)
- Peltoschema verticale (Weise, 1917)
- Peltoschema vestum (Blackburn, 1899)
- Peltoschema vicinum (Boisduval, 1835)
- Peltoschema virens (Chapuis, 1877)
- Peltoschema viridulum (Chapuis, 1877)
- Peltoschema ziczac (Lea, 1924)

## Galerie

Quelques espèces du genre Peltoschema.
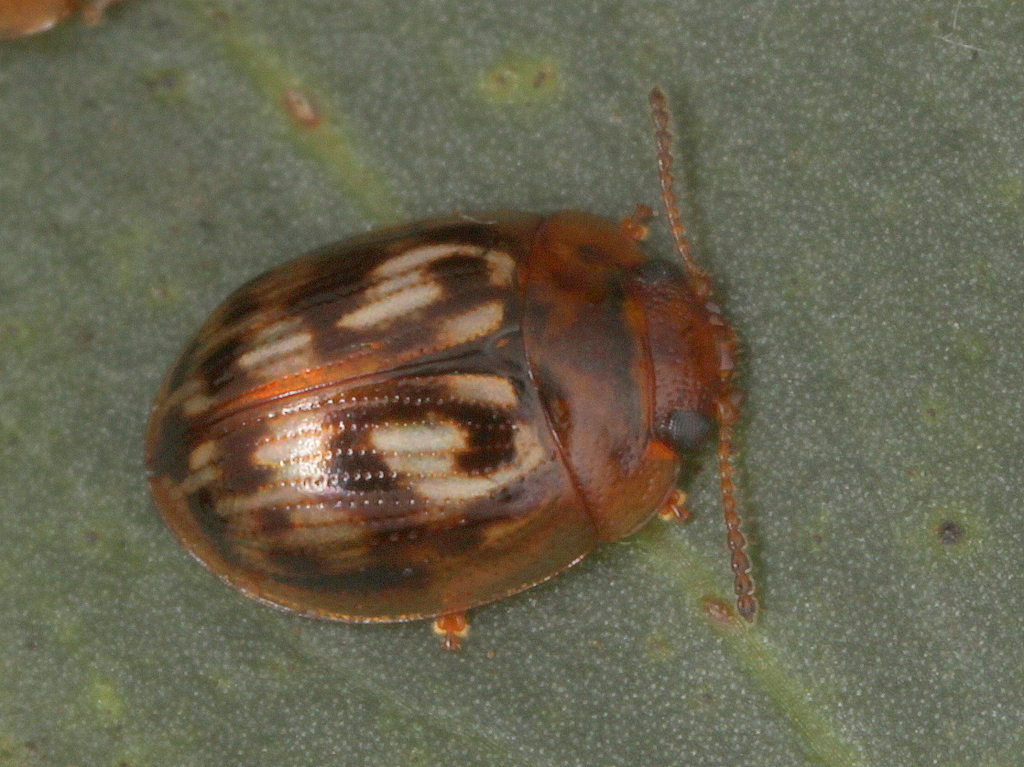
Peltoschema delicula.
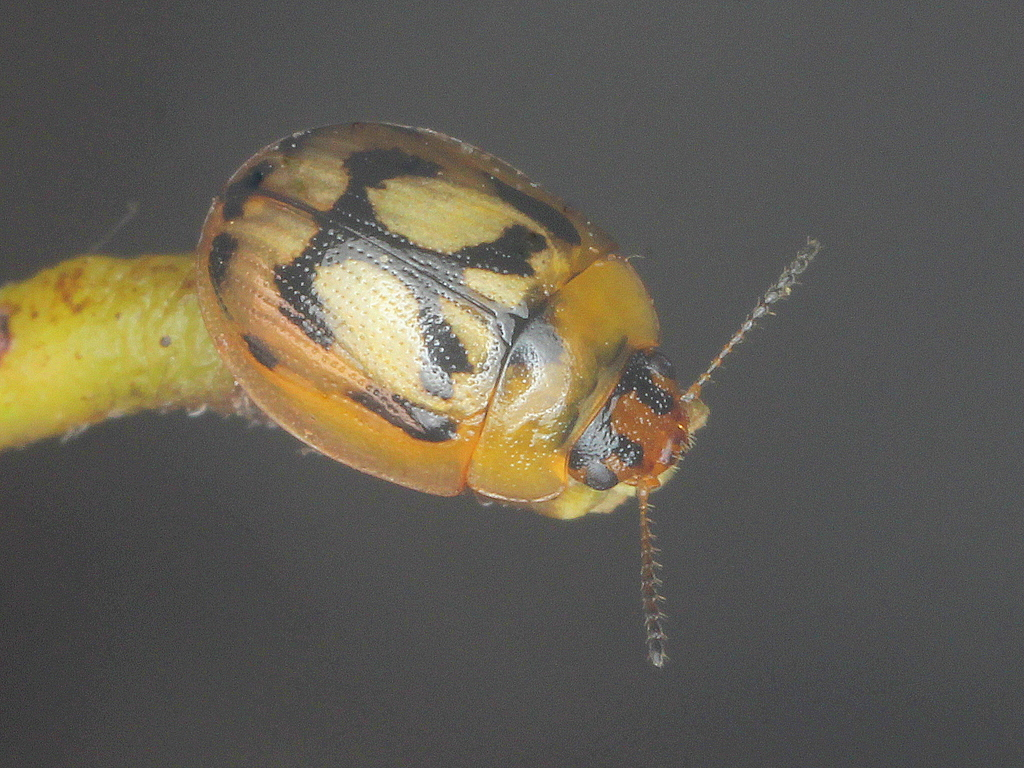
Peltoschema hamadryas.
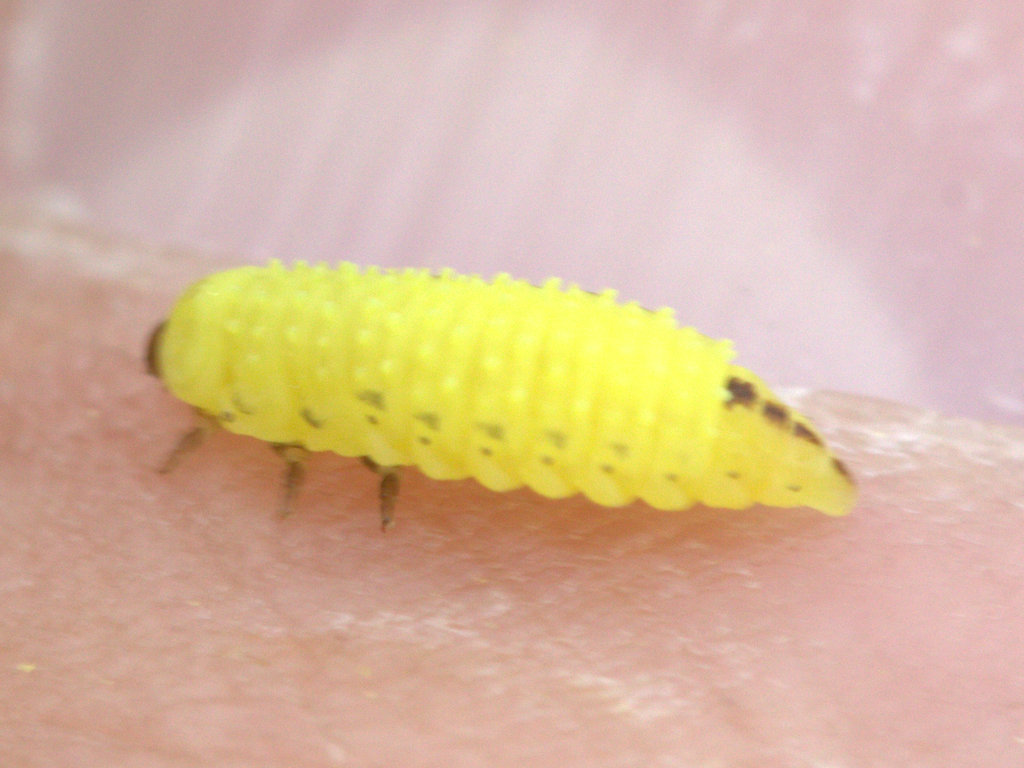
Larve de Peltoschema hamadryas.
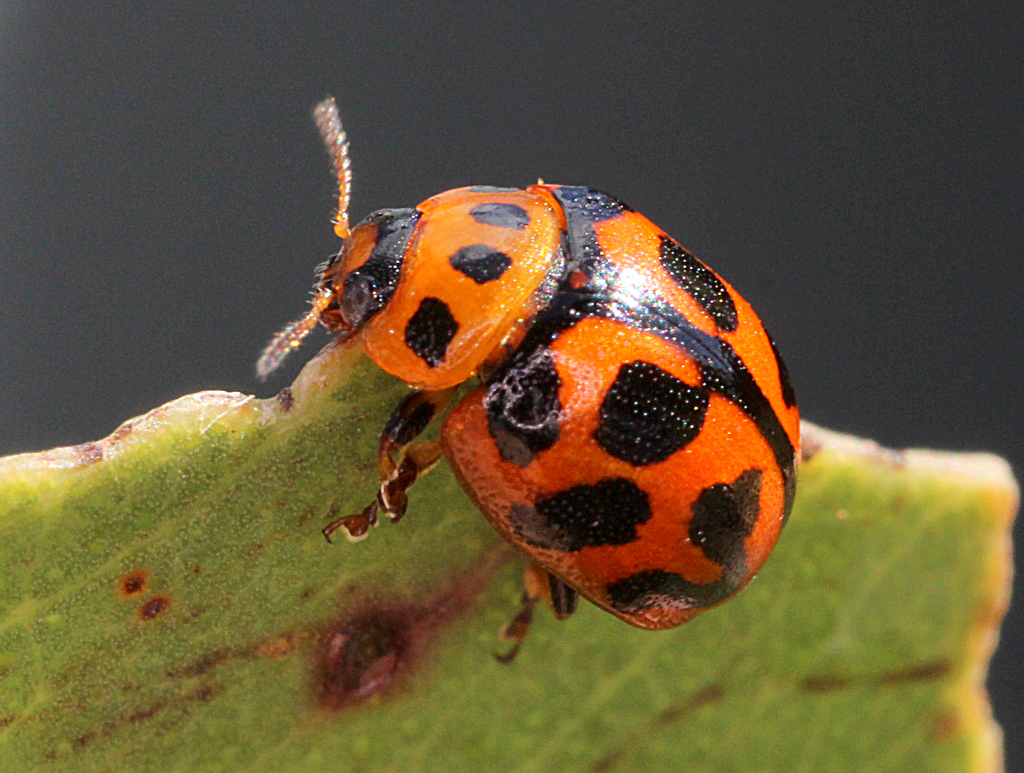
Peltoschema oceanica.
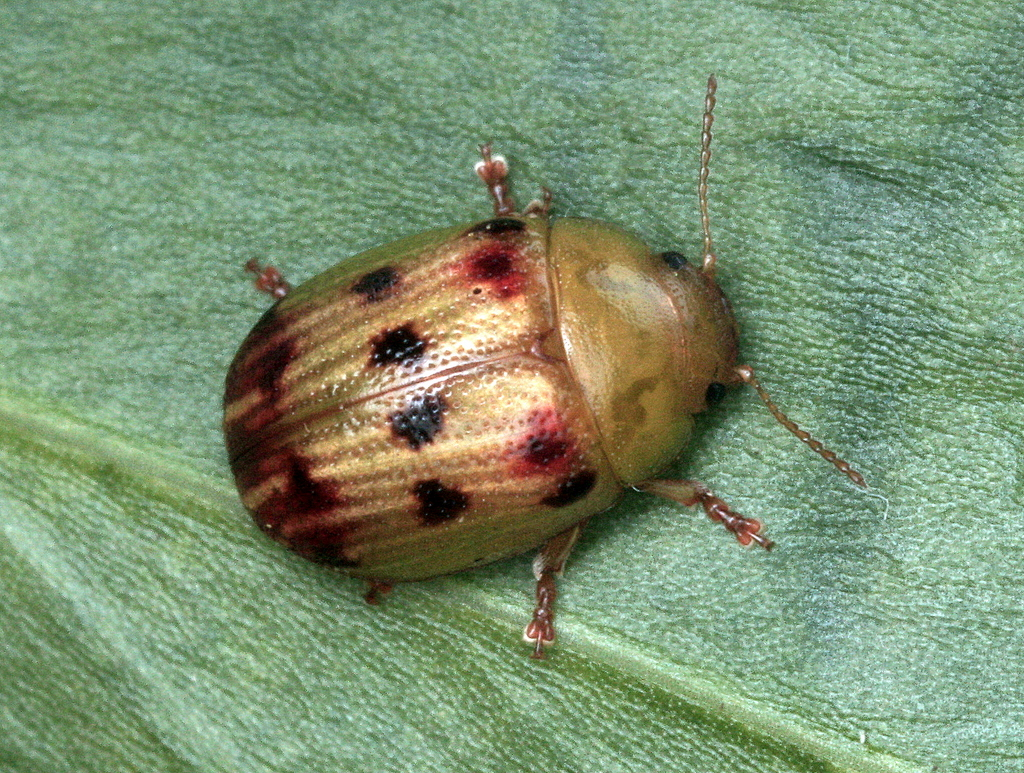
Peltoschema rubiginosa.
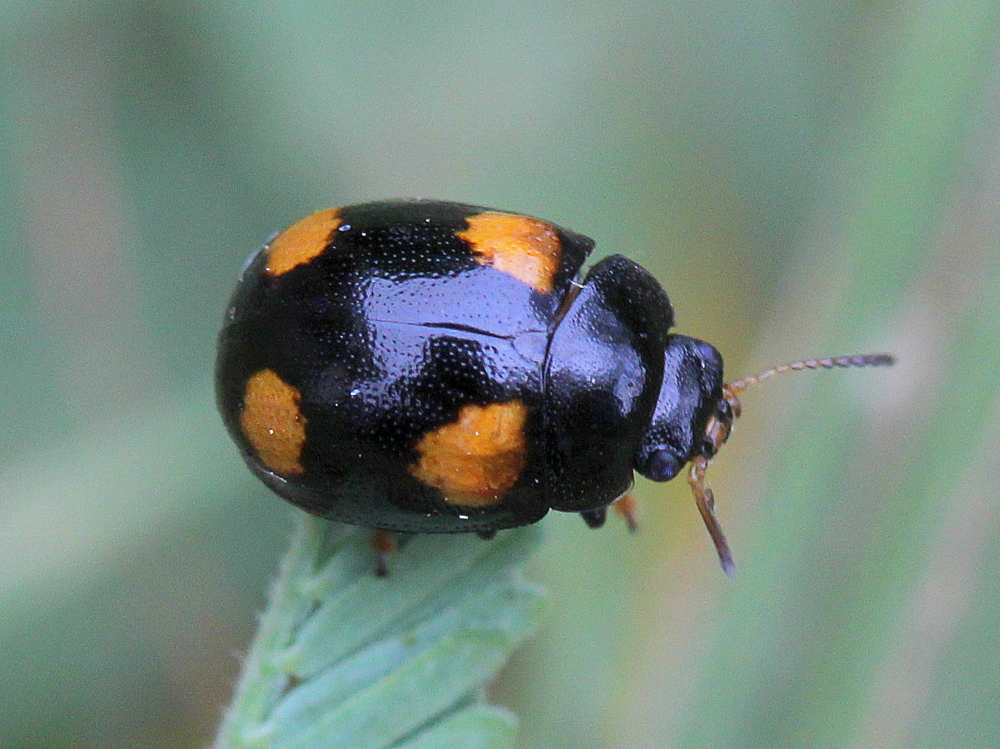
Peltoschema tetraspilota.
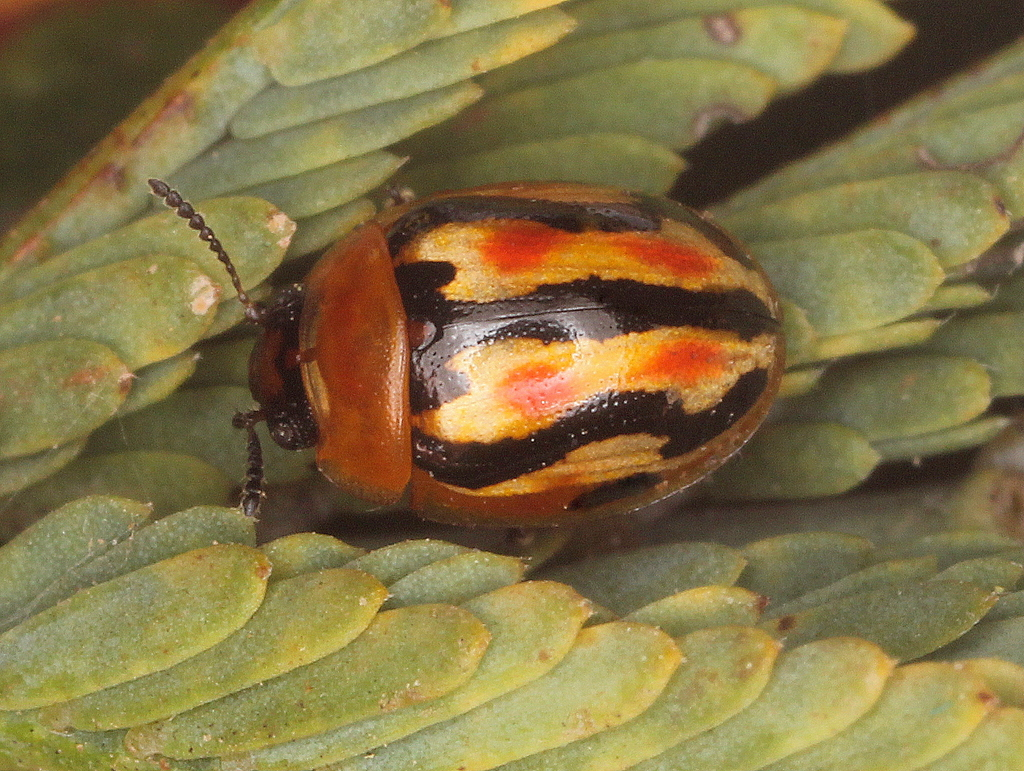
Peltoschema trilineata.
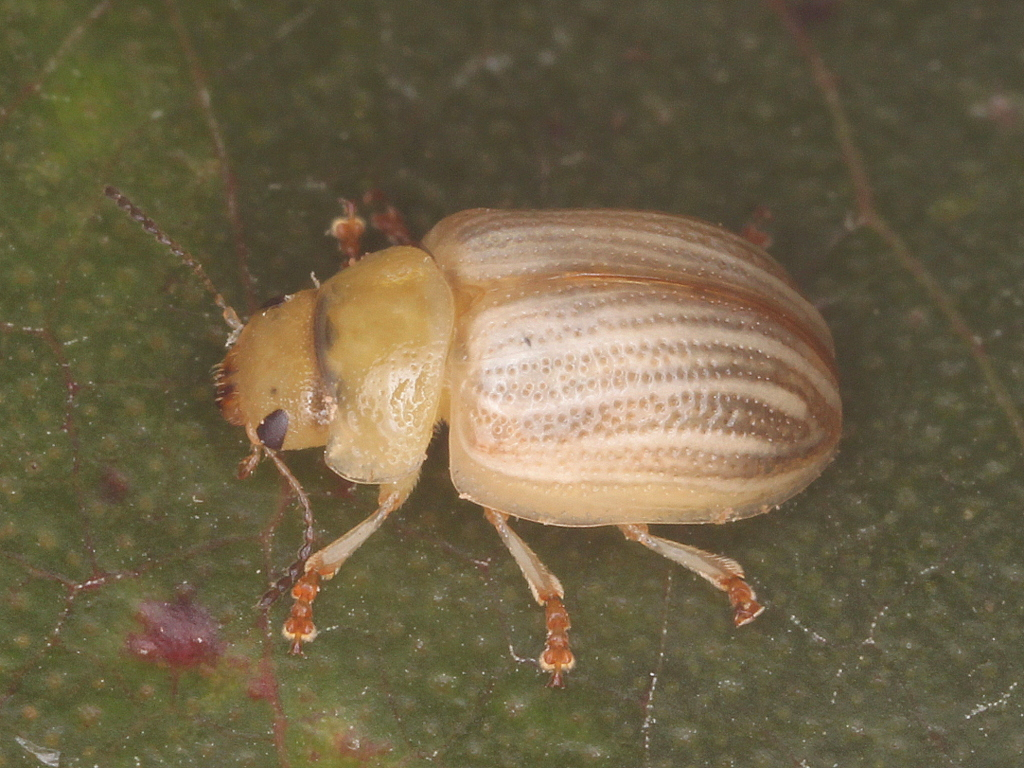
Peltoschema sp.